# Анвар Ґарґаш
Анвар Магомет Ґарґаш (араб. أنور محمد قرقاش; нар. 28 березня 1959, Дубаї) — еміратський політик. З лютого 2021 року старший дипломатичний радник президента. Державний міністр закордонних справ ОАЕ з лютого 2008 року по лютий 2021 року.

## Життєпис
У 1981 році здобув ступінь бакалавра в Університеті Джорджа Вашингтона, а у 1984 році ступінь магістра політології. Ступінь доктора філософії отримав у Королівському коледжі Кембриджського університету в 1990 році.
З 1985 по 1995 рік Анвар Ґарґаш працював викладачем Університету Об'єднаних Арабських Еміратів. У 1995 році Ґарґаш голова опікунської ради Культурного фонду Султана Бін Алі Аль Овайса.
Ґарґаш був членом ради директорів Дубайської торгової палати та Економічної ради емірату Дубай, а також членом ради директорів Abu Dhabi Media з 1995 по 2006 рік.
З серпня 2006 року по лютий 2007 року Ґарґаш був головою Національної виборчої комісії.
У 2006 році був призначений державним міністром федеральної національної ради.
17 лютого 2008 року Ґарґаш був призначений державним міністром закордонних справ, та залишався на цій посаді до лютого 2021 року.
У лютому 2021 року призначений старшим дипломатичним радником президента ОАЕ.
Після вторгнення Росії в Україну Ґарґаш заявив, що ОАЕ не будуть «ставати на чийсь бік».
15-16 червня 2024 року Ґарґаш був представником від ОАЕ на Глобальному саміті миру.